# كاترين باور
كاترين باور هي مصارعة محترفة كندية، ولدت في 15 نوفمبر 1984 في North Sydney, Nova Scotia ‏ في كندا.

## روابط خارجية
- كاترين باور على موقع CageMatch worker (الإنجليزية)
- كاترين باور على موقع عالم المصارعة على الإنترنت (الإنجليزية)
- كاترين باور على موقع عالم المصارعة على الإنترنت (الإنجليزية)